# Paul Zimmermann (giocatore di football americano)
Paul Zimmermann (...) è un giocatore di football americano tedesco che gioca come quarterback per i Berlin Adler.
Anche suo fratello Max gioca a football americano.

## Palmarès
- 1 EFL Eurobowl (Potsdam Royals, 2019)